# Ловат, Лукас
Лукас Ловат (порт. Lucas Lovat; род. 15 января 1997, Флорианополис) — бразильский футболист, атакующий полузащитник клуба «Ахмат», выступающий на правах аренды за «Гояс».

## Клубная карьера
Ловат — воспитанник клуба «Аваи». 30 августа 2015 года в матче против «Интернасьонала» он дебютировал в бразильской Серии A. В 2016 году Ловат на правах аренды перешёл в «Гремио», но так и не дебютировав за основной состав, вернулся. 25 февраля 2018 года в поединке Лиги Катариненсе против «Интернасьонала» Лукас забил свой первый гол за «Аваи». В начале 2019 года Ловат перешёл в трнавский «Спартак». 23 февраля в матче против ДАК 1904 он дебютировал в словацкой Суперлиге. 5 октября в поединке против ДАК 1904 Лукас забил свой первый гол за «Спартак». В своём дебютном сезоне игрок помог команде завоевать Кубок Словакии.
В начале 2020 года Ловат перешёл в братиславский «Слован». 1 марта в матче против «Нитры» он дебютировал за новый клуб. 7 мая 2023 года в поединке против ДАК 1904 Лукас забил свой первый гол за «Слован». В состава клуба он четыре раза выиграл чемпионат и дважды завоевал национальный кубок.
В начале 2024 года Ловат перешёл в российский «Ахмат».
9 января 2025 года Ловат на правах аренды перешёл в «Гояс».

## Достижения
Клубные
 «Спартак» (Трнава)
- Обладатель Кубка Словакии (1) — 2018/2019

 «Слован» (Братислава)
- Победитель словацкой Суперлиги (4) — 2019/2020, 2020/2021, 2021/2022, 2022/2023
- Обладатель Кубка Словакии (2) — 2019/2020, 2020/2021